# Old Basing
Old Basing ist ein Dorf und eine Gemeinde im Nordosten der englischen Grafschaft Hampshire. Es liegt östlich von Basingstoke und hatte bei der Volkszählung 2001 7232 Einwohner. Der frühere Name des Ortes lautete Basing.

## Geschichte

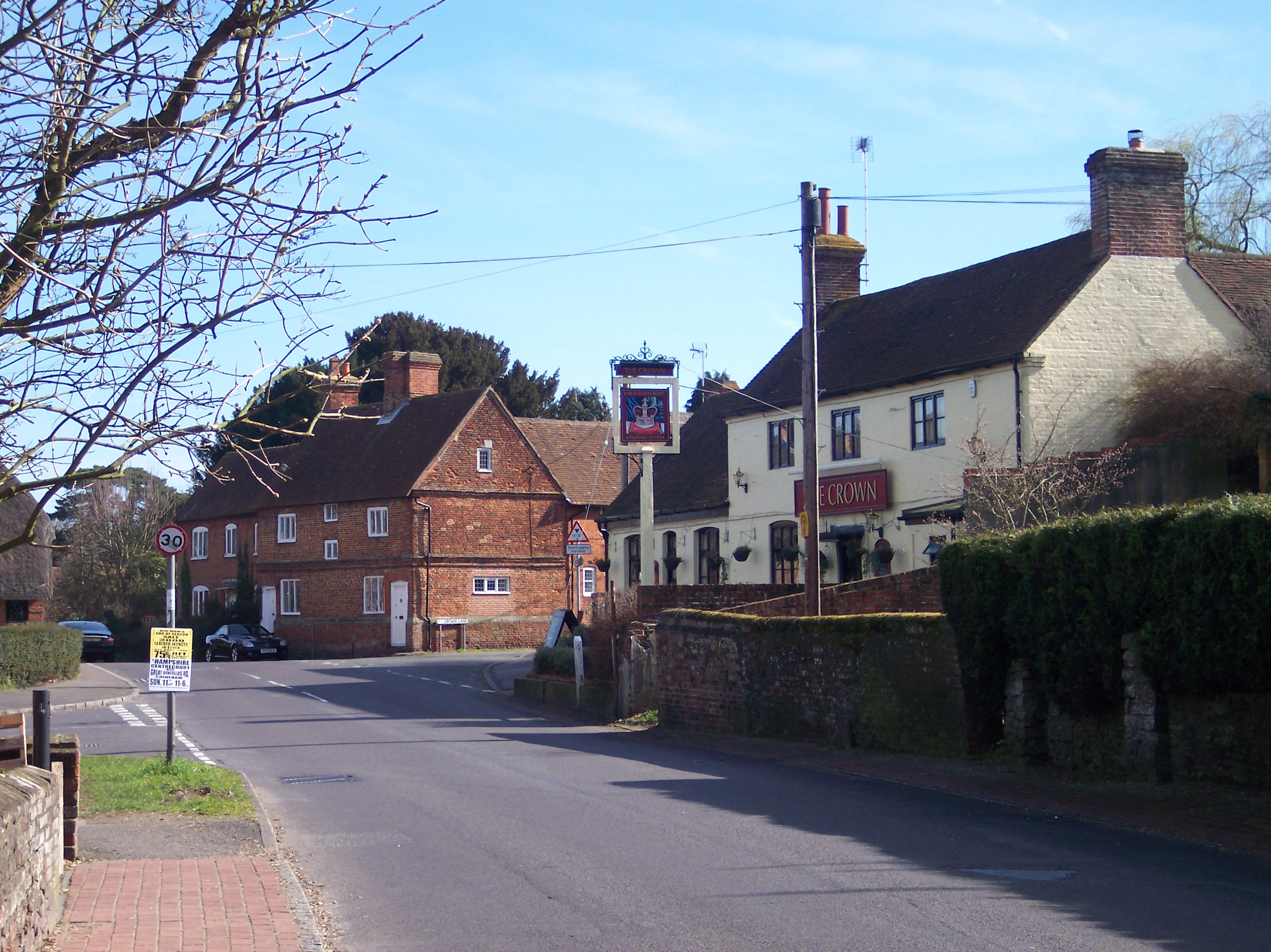
The Street, Old Basing

Old Basing wurde zuerst um 700 durch Angelsachsen vom Stamm der Basingas besiedelt, die dem Dorf seinen Namen gaben. In der Nähe des Ortes fand am 22. Januar 871 die Schlacht von Basing statt, in der das Große Heer Wessex unter König Ethelred von Wessex besiegte. Die Toten wurden im nahen Lychfield beerdigt. Auch im Domesday Book wird der Ort 1086 erwähnt.
Im Zentrum des Ortes, The Street genannt, befinden sich viele alte Häuser, sowie die St. Marys Kirche. Der Fluss Loddon, der seine Quelle in der Nähe hat, fließt durch das Dorf, das vor allem durch die Ruinen von Basing House bekannt ist. Basing House wurde zwischen 1532 und 1561 am Platz einer normannischen Burg erbaut und war für mehrere Generationen der Sitz der Marquesses of Winchester. Im englischen Bürgerkrieg (1642–1649) wurde der Adelssitz nach einer 24-wöchigen Belagerung zerstört.

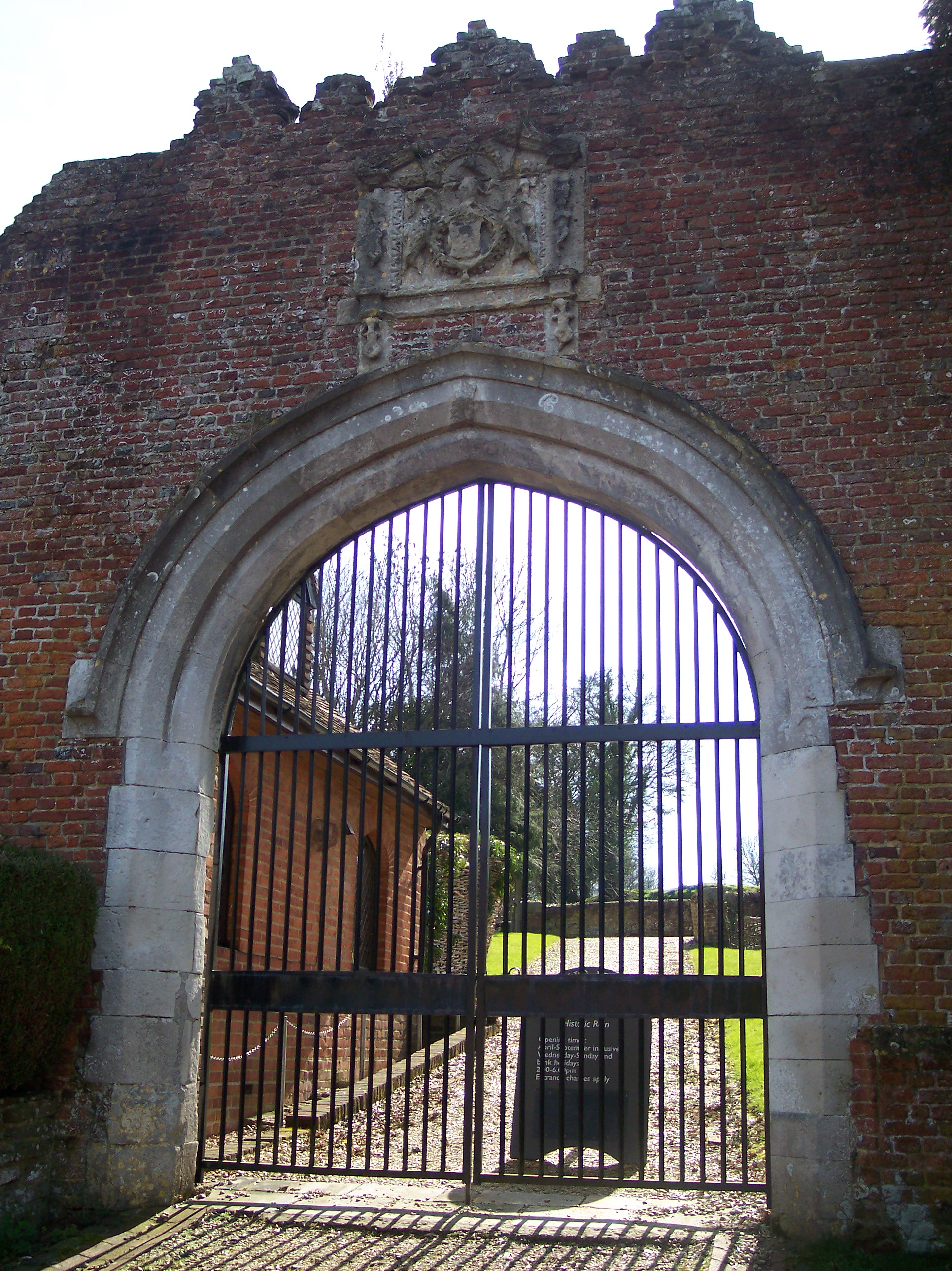
Eingangstor zu den Ruinen von Basing House, Old Basing.

Viele Namen in Old Basing erinnern noch heute an den Bürgerkrieg, wie Cavaliers Road und Muskett Copse. Ebenso sind viele Orte nach Oliver Cromwell benannt. So zum Beispiel Oliver's Battery oder Cromwell Cottage.

## Bildung
Old Basing besitzt sowohl eine infant school als auch eine junior school mit Namen St Mary’s, die von der Kirche unterstützt wird. Eine weitere primary school wurde vor einigen Jahren nahe Lychpit eröffnet. Kinder aus Old Basing können ihren Bildungsweg auf verschiedenen secondary schools im Gebiet von Basingstoke fortsetzen.

## Sport
Basing Rovers F.C. ist der lokale Fußballverein. Er wurde im Jahr 1886 gegründet. Die Erholungsgebiete von Old Basing bieten Möglichkeiten für eine Vielzahl von Sportveranstaltungen wie den Old Basing Carnival. Es gibt Plätze für Rugby Union (Fünfzehnerrugby), Fußball, Cricket, Tennis, Bogenschießen und Bowls.

## Lokalpolitik
Old Basing wählt drei Ratsmitglieder in den Stadtrat von Basingstoke and Dean und ist Mitglied des Basingstoke-Wahlkreises bei Parlamentswahlen.
Derzeitiges Parlamentsmitglied ist Maria Miller (Conservative Party). Die Stadtratsmitglieder sind Patricia Read (Liberal Democrats), Stephen Marks und Sven Godesen (beide Conservative Party).